# Gadair European Airlines
Gadair European Airlines é uma empresa extinta, da Espanha, que operara de 2006 até 2009. 